# Ass Shaker/Justify/Face Down EP
Ass Shaker/Justify/Face Down EP är en EP av amerikanska alternativ rock-bandet The Red Jumpsuit Apparatus som utgavs av Virgin Records. Den gavs bort gratis under 2006 års Warped Tour.

## Låtlista
1. "Ass Shaker"
2. "Justify"
3. "Face Down"